# Aéroport d'Allentown-Bethlehem-Easton
Pour les articles homonymes, voir ABE.
L’aéroport d’Allentown-Bethlehem-Easton, en anglais Lehigh Valley International Airport (code IATA : ABE • code OACI : KABE), est situé à 5 km au nord-est d’Allentown, en Pennsylvanie, aux États-Unis.

## Lignes et destinations
| Compagnies                                        | Destinations                                                                                             |
| ------------------------------------------------- | --- |
| Allegiant Air                                     | Orlando-Sanford, Savannah, St. Petersburg-Clearwater Saisonnier : Aéroport international de Myrtle Beach |
| Delta Connection exploité par Pinnacle Airlines   | Aéroport métropolitain de Détroit                                                                        |
| Delta Connection exploité par ExpressJet          | Aéroport international Hartsfield-Jackson d'Atlanta                                                      |
| United Airlines                                   | Bus Service : Aéroport international Newark Liberty                                                      |
| United Express exploité par ExpressJet            | Aéroport international O'Hare de Chicago                                                                 |
| US Airways Express exploité par Piedmont Airlines | Aéroport international de Philadelphie                                                                   |
| US Airways Express exploité par Mesa Airlines     | Aéroport international de Charlotte/Douglas                                                              |
| US Airways Express exploité par PSA Airlines      | Aéroport international de Charlotte/Douglas                                                              |